# Choice37
Choice37 é um produtor musical, compositor, DJ e MC americano-coreano. Ele tornou-se produtor da YG Entertainment em 2009. Desde então, já trabalhou com alguns dos artistas mais notáveis da agência, incluindo BIGBANG, G-Dragon, Taeyang, T.O.P, 2NE1, Epik High, Lee Hi, Winner e iKON. Além disso, tem sido um DJ em diversos festivais de música na Coreia do Sul como o Ultra Music Festival e em eventos relacionados a YG Entertainment.

## Carreira

### Início e influências
Choice37 nasceu e cresceu no sul da Califórnia, onde ele fazia parte do trio de hip hop Longevity Crew. Em 1997, ele começou a trabalhar como um produtor musical, tendo influências de artistas como Michael Jackson, A Tribe Called Quest, Bjork, Stevie Wonder e Quincy Jones. Em 2008, mudou-se para a Coreia do Sul, onde foi apresentado a Yang Hyun-suk, pelo amigo e também produtor Teddy Park. Atualmente, ele é um dos compositores e produtores mais importantes da empresa.

## Discografia
| Título    | Detalhes do álbum                                   | Lista de faixas |
| --------- | --------------------------------------------------- | --- |
| Diligence | - Lançamento: 22 de agosto de 2007 - Língua: Inglês | 1. People Music (Intro) 2. Conversate (Feat. Kero One & El Gambina) 3. Wings (Feat. Braille) 4. Tomorrow (Feat. Othello) 5. Love Vs. Vanity (Interlude) 6. Search 7. Balance 8. Piece (Feat. Blu) 9. Rhythm (Interlude) 10. Take your Time (Feat. Aloe Blacc) 11. Back To Cuba (Feat. The Earl & Lauren Santiago) 12. Hope (Feat. Lauren Santiago) 13. Part Of Me (Feat. Jung) 14. Conversate (feat. Kero One & El Gambina) (Freddie Joachim remix) 15. Wonder (Outro) |

## Créditos de produção
| Canção                            | Artista(s)                                                    | Compositor(es)                                                           | Produtor(es)                                     | Álbum                                     | Ano  |
| --------------------------------- | ------------------------------------------------------------- | ------------------------------------------------------------------------ | ------------------------------------------------ | ----------------------------------------- | ---- |
| "A Boy"                           | G-Dragon                                                      | G-Dragon                                                                 | G-Dragon, Choice37                               | Heartbreaker                              | 2009 |
| "Butterfly"                       | G-Dragon                                                      | G-Dragon                                                                 | G-Dragon, Choice37                               | Heartbreaker                              | 2009 |
| "Solar (Intro)"                   | Taeyang                                                       | Choice37                                                                 | Choice37, Taeyang                                | Solar                                     | 2010 |
| "After You Fall Asleep"           | Taeyang (com participação de Swings)                          | G-Dragon, Swings                                                         | G-Dragon, Choice37                               | Solar                                     | 2010 |
| "Love is Ouch"                    | 2NE1                                                          | Masta Wu                                                                 | Choice37, Big Tone                               | To Anyone                                 | 2010 |
| "Of All Days"                     | T.O.P                                                         | T.O.P                                                                    | T.O.P, Choice37                                  | GD&TOP                                    | 2010 |
| "Intro (Thank You & You)"         | BIGBANG                                                       | G-Dragon                                                                 | G-Dragon, Choice37                               | Tonight                                   | 2011 |
| "Magic"                           | Seungri                                                       | Seung Ri                                                                 | Seung Ri, Choice37                               | V.V.I.P                                   | 2011 |
| "Bad Boy"                         | BIGBANG                                                       | G-Dragon                                                                 | G-Dragon, Choice37                               | Alive                                     | 2012 |
| "One of a Kind"                   | G-Dragon                                                      | G-Dragon                                                                 | G-Dragon, Choice37                               | One of a Kind                             | 2012 |
| "Today"                           | G-Dragon (com participação de Kim Jong Wan)                   | G-Dragon                                                                 | G-Dragon, Choice37                               | One of a Kind                             | 2012 |
| "Don't Hate Me"                   | Epik High                                                     | Tablo, Mithra                                                            | Tablo, Choice37                                  | 99                                        | 2012 |
| "Get Out The Way"                 | Epik High                                                     | Tablo, Mithra                                                            | Tablo, Choice37                                  | 99                                        | 2012 |
| "1, 2, 3, 4"                      | Lee Hi                                                        | Masta Wu                                                                 | Choice37, Lydia Paek                             | First Love                                | 2012 |
| "Special"                         | Lee Hi (com participação de Jennie Kim. Nova artista da YG)   | Tablo                                                                    | Choice37, Lydia Paek                             | First Love                                | 2013 |
| "Falling in Love"                 | 2NE1                                                          | Teddy, Choice37                                                          | Teddy, Choice37                                  | Crush                                     | 2013 |
| "R.O.D."                          | G-Dragon (com participação de Lydia Paek)                     | Teddy, G-Dragon, Choice37                                                | Teddy                                            | Coup d'Etat                               | 2013 |
| "Shake the World"                 | G-Dragon                                                      | G-Dragon                                                                 | G-Dragon, Choice37                               | Coup d'Etat                               | 2013 |
| "You Do (Outro)"                  | G-Dragon                                                      | G-Dragon                                                                 | G-Dragon, Choice37                               | Coup d'Etat                               | 2013 |
| "Window"                          | G-Dragon                                                      | G-Dragon, Teddy                                                          | G-Dragon, Choice37, Teddy                        | Coup d'Etat                               | 2013 |
| "Climax (Team B)"                 | WIN                                                           | B.I, Bobby, Kim Jin Hwan, Goo Ju Ne                                      | Lydia Paek, B.I, Choice37                        | Final Battle                              | 2013 |
| "Doom Dada"                       | T.O.P                                                         | T.O.P                                                                    | T.O.P, Choice37                                  | Doom Dada                                 | 2013 |
| "Trying To Do It"                 | Jeong Hyeong-don & G-Dragon (Hyung Yong Don Jyeong)           | G-Dragon, Jeong Hyeong-don                                               | G-Dragon, Teddy, Choice37                        | Free Highway Music Festival               | 2013 |
| "Crush"                           | 2NE1                                                          | CL                                                                       | Choice37, CL                                     | Crush                                     | 2014 |
| "Good To You"                     | 2NE1                                                          | Teddy, G-Dragon                                                          | Teddy, Choice37                                  | Crush                                     | 2014 |
| "Baby I Miss You"                 | 2NE1                                                          | CL                                                                       | CL, Choice37, Peejay                             | Crush                                     | 2014 |
| "Dirty Vibe"                      | Skrillex & Diplo feat. G-Dragon & CL                          | Sonny Moore, Thomas Wesley Pentz, G-Dragon, Ted Hong Jun Park, Robin Cho | Skrillex, Diplo                                  | Recess                                    | 2014 |
| "Intro (Rise)"                    | Taeyang                                                       | Taeyang, Tablo, Choice37                                                 | Taeyang, Peejay                                  | RISE                                      | 2014 |
| "1AM"                             | Taeyang                                                       | Teddy                                                                    | Teddy, Choice37, Boys Noize                      | RISE                                      | 2014 |
| "I'm Him"                         | Minho do Winner                                               | Song Min-ho                                                              | Choice37, Song Min-ho, Teddy                     | 2014 S/S                                  | 2014 |
| "OLL ' Ready"                     | Olltii                                                        | Olltii                                                                   | Masta Wu, Choice37                               | Show Me The Money 3 Olltii vs. Yuk Ji Dam | 2014 |
| "OL LE RI"                        | Yuk Ji Dam                                                    | Yuk Ji Dam                                                               | Masta Wu, Choice37                               | Show Me The Money 3 Olltii vs. Yuk Ji Dam | 2014 |
| "BE I"                            | B.I                                                           | B.I                                                                      | B.I, Choice37                                    | Show Me The Money 3 Part. 1               | 2014 |
| "That XX (Feat. Zico do Block B)" | Olltii                                                        | Olltii, Zico, G-Dragon, Teddy                                            | G-Dragon, Teddy, Seo Won Jin, Choice37, Masta Wu | Show Me The Money 3 Bobby vs. Olltii      | 2014 |
| "Happen Ending"                   | Epik High (com participação de Cho Won-sun do Roller Coaster) | Tablo                                                                    | Tablo, Choice37                                  | Shoebox                                   | 2014 |
| "Come Here" (feat. Dok2, Bobby)   | Masta Wu                                                      | Masta Wu, Dok2, Bobby                                                    | Masta Wu, Teddy, Choice37                        | Come Here                                 | 2014 |
| "Sober"                           | BIGBANG                                                       | Teddy, G-Dragon, T.O.P                                                   | Teddy, Choice37, G-Dragon                        | D                                         | 2015 |
| "OG (Be Original)"                | Innovator, Incredivle, SuperBee                               | Innovator, Incredivle, SuperBee                                          | Choice37                                         | Show Me The Money 4 Ep. 1                 | 2015 |
| "My Type"                         | iKON                                                          | B.I, Bobby, Kush                                                         | Choice 37, Kush, B.I                             | Welcome Back                              | 2015 |

## Prêmios
| Ano  | Premiação      | Categoria       | Trabalho nomeado | Resultado | Ref.  |
| ---- | -------------- | --------------- | ---------------- | --------- | ----- |
| 2013 | Rhythmer Award | Produtor do Ano | Ele mesmo        | Venceu    | [ 3 ] |